# Хектор Бали
Хектор Родолфо Бали (рођен 16. новембра 1950. у Баија Бланци) је бивши аргентински голман и члан аргентинске фудбалске репрезентације.
На Светском првенству 1978. године био је члан репрезентације Аргентине која је у финалу победила Холандију, резултатом 3:1 у продужетку.